# Copa Panamericana de Voleibol Femenino Sub-20 de 2011
La I Copa Panamericana de Voleibol Femenino Sub-20 se celebró del 16 al 21 de junio de 2011 en el Coliseo Miguel Grau del Callao, Perú. El torneo contó con la participación de 7 selecciones; 5 de la NORCECA y 2 de la Confederación Sudamericana de Voleibol.

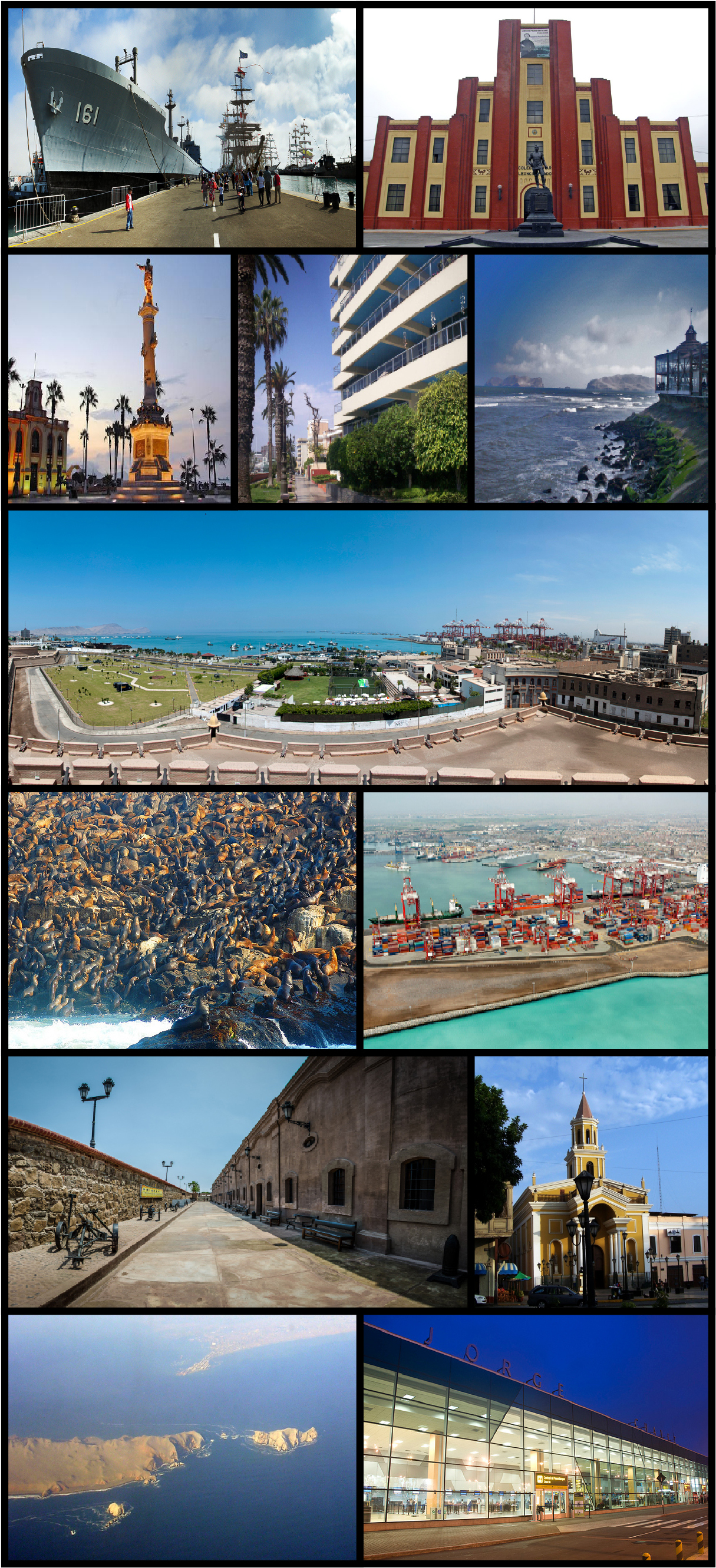
Callao sede de la I edición de la Copa Panamericana de Voleibol Femenino Sub-20

## Clasificaciones
| Confederación | Selecciones                                                     |
| ------------- | --------------------------------------------------------------- |
| CSV           | Argentina 1 · Perú · Venezuela                                  |
| NORCECA       | Costa Rica · Cuba · El Salvador · México · República Dominicana |

- 1La selección de Argentina estaba invitada a formar parte del Grupo B. Un problema climático impidió su llegada a Perú. Debido a esto, fue retirada del torneo y no se disputó el sétimo lugar.

## Equipos participantes
| Grupo A     | Grupo B              |
| ----------- | -------------------- |
| El Salvador | Argentina            |
| México      | Cuba                 |
| Perú        | Costa Rica           |
| Venezuela   | República Dominicana |

## Primera fase

### Grupo A

#### Resultados
| Fecha    | Encuentro               | Resultado | Set   | Set   | Set   | Set | Set | Puntuación total |
| Fecha    | Encuentro               | Resultado | 1     | 2     | 3     | 4   | 5   | Puntuación total |
| -------- | ----------------------- | --------- | ----- | ----- | ----- | --- | --- | ---------------- |
| 16-06-11 | México - Venezuela      | 3-0       | 25-17 | 26-24 | 25-23 |     |     | 76-64            |
| 16-06-11 | Perú - El Salvador      | 3-0       | 25-8  | 25-7  | 25-12 |     |     | 75-27            |
| 17-06-11 | México - El Salvador    | 3-0       | 25-13 | 25-8  | 25-11 |     |     | 75-32            |
| 17-06-11 | Perú - Venezuela        | 3-0       | 25-23 | 25-21 | 25-18 |     |     | 75-62            |
| 18-06-11 | Venezuela - El Salvador | 3-0       | 25-11 | 25-19 | 25-13 |     |     | 75-43            |
| 18-06-11 | Perú - México           | 3-0       | 25-15 | 25-19 | 25-20 |     |     | 75-54            |

#### Clasificación
| Pos | Equipo      | PJ | PG | PP | SF | SC | PTS |
| --- | ----------- | -- | -- | -- | -- | -- | --- |
| 1   | Perú        | 3  | 3  | 0  | 9  | 0  | 6   |
| 2   | México      | 3  | 2  | 1  | 6  | 3  | 5   |
| 3   | Venezuela   | 3  | 1  | 2  | 3  | 6  | 4   |
| 4   | El Salvador | 3  | 0  | 3  | 0  | 9  | 3   |

### Grupo B

#### Resultados
| Fecha    | Encuentro                         | Resultado | Set   | Set   | Set   | Set | Set | Puntuación total |
| Fecha    | Encuentro                         | Resultado | 1     | 2     | 3     | 4   | 5   | Puntuación total |
| -------- | --------------------------------- | --------- | ----- | ----- | ----- | --- | --- | ---------------- |
| 16-06-11 | República Dominicana - Cuba       | 3-0       | 25-22 | 25-23 | 25-22 |     |     | 75-67            |
| 17-06-11 | República Dominicana - Costa Rica | 3-0       | 25-15 | 25-10 | 25-16 |     |     | 75-41            |
| 18-06-11 | Cuba - Costa Rica                 | 3-0       | 25-17 | 25-17 | 25-17 |     |     | 75-51            |

#### Clasificación
| Pos | Equipo               | PJ | PG | PP | SF | SC | PTS |
| --- | -------------------- | -- | -- | -- | -- | -- | --- |
| 1   | República Dominicana | 2  | 2  | 0  | 6  | 0  | 4   |
| 2   | Cuba                 | 2  | 1  | 1  | 3  | 3  | 3   |
| 3   | Costa Rica           | 2  | 0  | 2  | 0  | 6  | 2   |
| 3   | Argentina            | 0  | 0  | 0  | 0  | 0  | 0   |

## Fase final

### Final 1º y 3º puesto
|  | Cuartos de final      | Cuartos de final |                        |                        | Semifinales          | Semifinales |  |  | Final                | Final |
|  |                       |                  |                        |                        |                      |             |  |  |                      |       |
|  |                       |                  |                        |                        |                      |             |  |  |                      |       |
|  |                       |                  |                        |                        |                      |             |  |  |                      |       |
|  | República Dominicana  |                  |                        |                        |                      |             |  |  |                      |       |
|  | 20 de junio – Callao  |                  |                        |                        |                      |             |  |  |                      |       |
|  | Directo a Semifinales |                  |                        |                        |                      |             |  |  |                      |       |
|  | República Dominicana  | 3                |                        |                        |                      |             |  |  |                      |       |
|  | República Dominicana  | 3                | 19 de junio – Callao   |                        |                      |             |  |  |                      |       |
|  |                       | México           | 0                      |                        |                      |             |  |  |                      |       |
|  | México                | México           | 0                      | 3                      |                      |             |  |  |                      |       |
|  | México                |                  | 21 de junio – Callao   | 3                      |                      |             |  |  |                      |       |
|  | Costa Rica            | 0                |                        |                        |                      |             |  |  |                      |       |
|  | Costa Rica            | 0                | República Dominicana   | 1                      |                      |             |  |  |                      |       |
|  |                       |                  | República Dominicana   | 1                      |                      |             |  |  |                      |       |
|  |                       | Perú             | 3                      |                        |                      |             |  |  |                      |       |
|  | Perú                  | Perú             | 3                      |                        |                      |             |  |  |                      |       |
|  | 20 de junio – Callao  |                  |                        |                        |                      |             |  |  |                      |       |
|  | Directo a Semifinales |                  |                        |                        |                      |             |  |  |                      |       |
|  | Perú                  | 3                | Tercer y cuarto puesto | Tercer y cuarto puesto |                      |             |  |  |                      |       |
|  | Perú                  | 3                | Tercer y cuarto puesto | Tercer y cuarto puesto | 19 de junio – Callao |             |  |  |                      |       |
|  |                       | Cuba             | 1                      |                        |                      |             |  |  |                      |       |
|  | Cuba                  | Cuba             | 1                      | 3                      | México               | 1           |  |  |                      |       |
|  | Cuba                  |                  |                        | 3                      | México               | 1           |  |  |                      |       |
|  | Venezuela             | 2                |                        | Cuba                   | 3                    |             |  |  |                      |       |
|  | Venezuela             | 2                |                        |                        | 3                    |             |  |  |                      |       |
|  |                       |                  |                        |                        |                      |             |  |  | 21 de junio – Callao |       |
|  |                       |                  |                        |                        |                      |             |  |  |                      |       |

#### Resultados
| Fecha    | Encuentro                     | Resultado | Set   | Set   | Set   | Set   | Set  | Puntuación total |
| Fecha    | Encuentro                     | Resultado | 1     | 2     | 3     | 4     | 5    | Puntuación total |
| -------- | ----------------------------- | --------- | ----- | ----- | ----- | ----- | ---- | ---------------- |
| 19-06-11 | México - Costa Rica           | 3-0       | 25-19 | 25-15 | 25-18 |       |      | 75-52            |
| 19-06-11 | Cuba - Venezuela              | 3-2       | 18-25 | 25-22 | 25-22 | 17-25 | 15-9 | 100-103          |
| 20-06-11 | República Dominicana - México | 3-0       | 25-11 | 25-17 | 25-16 |       |      | 75-44            |
| 20-06-11 | Perú - Cuba                   | 3-1       | 21-25 | 25-8  | 25-22 | 25-15 |      | 96-70            |
| 21-06-11 | República Dominicana - Perú   | 1-3       | 25-18 | 27-29 | 20-25 | 17-25 |      | 89-97            |
| 21-06-11 | Cuba - México                 | 3-1       | 25-20 | 25-18 | 17-25 | 25-23 |      | 92-86            |

### Final 5º y 6º puesto

#### Resultados
| Fecha    | Encuentro              | Resultado | Set   | Set   | Set   | Set | Set | Puntuación total |
| Fecha    | Encuentro              | Resultado | 1     | 2     | 3     | 4   | 5   | Puntuación total |
| -------- | ---------------------- | --------- | ----- | ----- | ----- | --- | --- | ---------------- |
| 20-06-11 | Venezuela - Costa Rica | 3-0       | 25-16 | 25-19 | 25-15 |     |     | 75-50            |

## Posiciones Finales
| Pos | Equipo               |
| --- | -------------------- |
|     | Perú                 |
|     | República Dominicana |
|     | Cuba                 |
| 4   | México               |
| 5   | Venezuela            |
| 6   | Costa Rica           |
| 7   | El Salvador          |

## Distinciones individuales
| Distinción      | Nombre                 | Equipo               |
| --------------- | ---------------------- | -------------------- |
| MVP             | Daniela Uribe          | Perú                 |
| Mejor anotadora | Samantha Bricio        | México               |
| Mejor ataque    | Daniela Uribe          | Perú                 |
| Mejor bloqueo   | Cándida Estefany Arias | República Dominicana |
| Mejor servicio  | Alexandra Muñoz        | Perú                 |
| Mejor armadora  | Alexandra Muñoz        | Perú                 |
| Mejor recepción | María de Fátima Acosta | Perú                 |
| Mejor defensa   | Génesis Durán          | Venezuela            |
| Mejor líbero    | Génesis Durán          | Venezuela            |

## Podio
| Perú           |
| CAMPEÓN        |
| Perú 1º título |

| República Dominicana |
| Subcampeón           |
| República Dominicana |

| Cuba     |
| 3º Lugar |
| Cuba     |